# Apolo Belvedere
O Apolo Belvedere ou Apolo do Belvedere é uma estátua de mármore representando o deus grego Apolo, que faz parte do acervo do Museu Pio-Clementino, um dos Museus Vaticanos. Sua datação e autoria são disputadas e sua procedência é desconhecida, mas geralmente é considerado uma cópia romana de um original grego que se perdeu. Redescoberto no Renascimento, o Apolo foi exposto no Cortile del Belvedere do Vaticano a partir de 1511, e dali recebeu seu nome. Logo se tornou célebre, e durante muito tempo foi considerado a representação ideal da perfeição física masculina e uma das mais importantes relíquias da Antiguidade clássica. Foi copiado várias vezes, reproduzido em gravuras de larga circulação e assumiu o papel de um dos principais símbolos da civilização ocidental. A partir de meados do século XIX seu prestígio começou a declinar, e na primeira metade do século XX chegou ao seu nível mais baixo, visto como uma criação inexpressiva. Atualmente recuperou parte de sua antiga fama, e embora vários estudiosos ainda sejam reticentes a respeito de seu mérito artístico, consagrou-se como a mais conhecida das representações do deus, e como um ícone bastante popular.

## O deus
Apolo foi um dos deuses mais importantes e populares da mitologia grega. Um dos doze olímpicos, era filho de Zeus e Leto, e irmão gêmeo de Ártemis. Seus atributos e funções eram inúmeros, o que o tornou um dos deuses mais venerados da Grécia Antiga, preservando seu prestígio também na era romana. Seu mito tem origens remotas, e no tempo de Homero já tinha grande destaque no panteão grego. Era identificado com o sol e com a luz da verdade, da razão e da consciência. Deus da profecia e da inspiração artística, era patrono do mais famoso oráculo da Antiguidade, o Oráculo de Delfos, e líder das Musas. Era também um deus civilizador e pacificador, presidindo sobre as leis da religião e sobre as constituições das cidades. Iniciador, pedagogo e o perfeito erastes, era símbolo da juventude eterna e o protetor dos jovens que ingressavam na vida adulta. Era o deus da morte súbita, das pragas e doenças, mas também o deus da cura e da proteção contra as forças malignas. Além disso era o deus da beleza, da perfeição, da harmonia e do equilíbrio, estava ligado à natureza, às ervas e aos rebanhos, e era protetor dos pastores, marinheiros e arqueiros. Teve inúmeros amores e grande descendência, e foi associado sincreticamente a numerosos deuses de outras tradições. Seu simbolismo e iconografia atravessaram os séculos e permanecem até hoje influentes na cultura ocidental.

## Descrição e origem

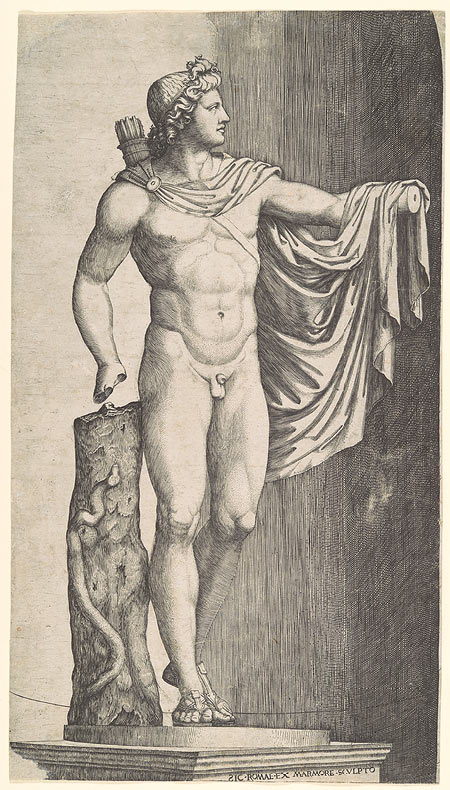
Gravura de Marcantonio Raimondi mostrando a estátua em 1530

De dimensões ligeiramente acima do natural (2,24 m), o Apolo Belvedere está de pé, em atitude dinâmica, como se caminhando. Apoia-se sobre a perna direita, que vem à frente e se encosta a um tronco de árvore onde sobe uma serpente, enquanto a esquerda, ligeiramente fletida, está atrás. Calça sandálias e o corpo atlético, mas de modelado suave, está nu; é ainda jovem, mas já é um homem adulto, como mostra seu semblante impassível; entretanto, permanece impúbere como uma imagem da beleza e juventude eternas, seus atributos; um manto se enrola em torno do colo, cai pelas costas e suas dobras continuam envolvendo o braço esquerdo, estendido na horizontal. O braço direito está rebaixado, apoiado no topo do tronco, e a cabeça se volta para sua esquerda, adornada por um complexo penteado de seus cabelos longos e anelados. Do ombro direito desce para o peito uma correia que envolve o torso e prende, pelas costas, um arcaz de flechas.
Apesar do seu estado de conservação bastante bom quando foi redescoberto, faltavam-lhe as mãos, elementos essenciais para identificar-se os atributos que portava e a ação em que estaria engajado. Geralmente se acredita que ele estaria em ato de atirar uma flecha, cujo arco estaria em sua mão esquerda. Outros imaginaram que esta mão seguraria a égide de Zeus, ou que a direita seguraria um ramo de loureiro, ou uma flecha. Existem alguns vestígios no tronco da árvore que foram interpretados como fragmentos de um ramo de loureiro ornado com faixas.
Nada se sabe sobre sua procedência, sua autoria é incerta e a análise estilística é inconclusiva. Acredita-se em geral que seja uma cópia romana da era Antonina de um original grego em bronze, perdido, de autoria atribuída ora ao ateniense Leocares, ativo na fase final do período clássico, ora a um escultor desconhecido do período helenístico, mas pode ser também uma criação romana original, numa releitura eclética do cânone clássico grego. O Apolo Belvedere foi identificado historicamente com uma estátua de Apolo atribuída a Leocares citada por Plínio, o Velho e Pausânias como estando instalada diante do templo de Apolo Patroos em Atenas, e esta referência foi muitas vezes repetida como uma evidência da autoria. Se a ligação for correta, isso colocaria sua datação entre 350 e 325 a.C. O problema é que tanto Plínio como Pausânias citam a obra mas não a descrevem, tornando a citação uma evidência fraca, e não sobreviveu nenhuma outra obra atribuível com segurança a Leocares, o que poderia estabelecer um reconhecimento definitivo por afinidades estilísticas. Por outro lado, ele guarda uma grande semelhança estilística com a Diana de Versalhes, uma escultura pela tradição atribuída a Leocares, e já foi sugerido que ambas as estátuas poderiam originalmente ter formado um mesmo conjunto. Recentemente foram encontrados fragmentos do que parecem ser moldes do Apolo em um antigo atelier de escultura em Baiae, no sul da Itália, junto com outros moldes que foram datados do período clássico.
Sua datação se torna mais problemática por constatar-se que várias de suas características não pertencem ao classicismo típico, mas podem ser variações introduzidas pelo copista. Brunilde Ridgway apontou que o estilo do seu penteado não foi documentado em tempos clássicos, somente aparecendo no helenismo e novamente entre os romanos. O estilo de sua sandália também foi posto em debate. Aparentemente se trata de um modelo que não pode ser datado antes do século III (Ridgway) ou II a.C. (Albertson), sendo possivelmente uma invenção romana. Se esta sandália não é uma licença poética do copista, ela tornaria o Apolo original uma criação definitivamente helenista ou romana, mas isso, na ausência de outras cópias, não pode ser provado. Da mesma forma, a sua postura, com o braço esquerdo elevado, o corpo em leve torsão e o movimento das pernas são traços comuns no helenismo.

## Redescoberta e restauro

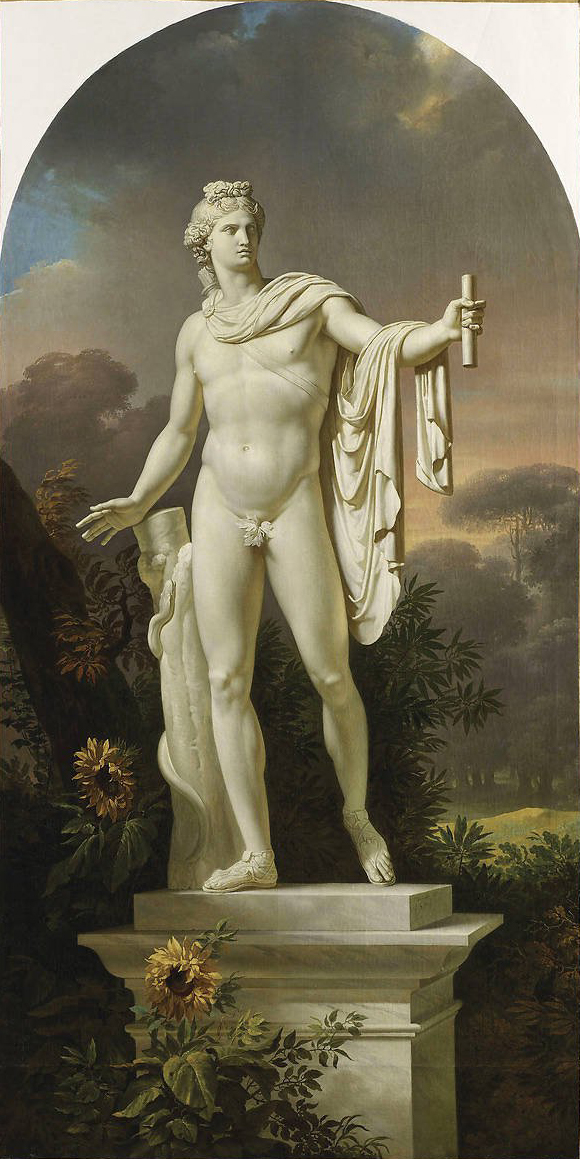
Apollo Belvedere em uma paisagem, pintura de Charles Meynier mostrando a estátua com os restauros de Montorsoli e a folha de figueira.

Nem mesmo as circunstâncias de sua redescoberta são inteiramente claras, e há várias suposições a respeito. O Apolo só se tornou notório em conexão com cardeal Giuliano della Rovere, que o possuía desde o fim do século XV. Pode ter sido desenterrado na área da Igreja de São Pedro Acorrentado, em Roma, na villa de Nero em Anzio, ou em Grottaferrata, onde Giuliano era abade in commendam. Enquanto foi cardeal, Giuliano o manteve nos jardins da Basílica dos Santos Apóstolos em Roma, mas, tornando-se papa (como Júlio II), transferiu a obra em 1511 para os palácios do Vaticano, sendo instalada no Cortile del Belvedere, de onde recebeu seu apelido (hoje está exposto no Cortile Ottagono do Museu Pio-Clementino). Em 1532 ordenou-se um restauro. Giovanni Montorsoli removeu o que restava da mão direita, completou perdas nos dois braços, alterou levemente a posição do antebraço direito, adicionou o topo ausente do arcaz de flechas e aumentou a altura do tronco de árvore, removeu uma ponte marmórea entre a coxa direita e o tronco, e recriou as duas mãos, além de reparar vários pequenos danos superficiais em toda a estátua. O pênis, também ausente, não foi restaurado. Mais tarde o restauro de Montorsoli foi contestado. A principal crítica ao seu trabalho foi a desproporção das mãos que ele criou, que pareciam alongadas demais. Outro acréscimo foi realizado por ordem de Pio IV, ocultando a genitália com uma folha de figueira. Restauros mais recentes de Guido Galli (1924) removeram parte das reintegrações antigas.

## Fama
A fama do Apolo na Antiguidade é desconhecida. Winckelmann indiretamente indicou que ele devia ter sido considerado importante, tomando como plausível a hipótese de que fora encontrado na antiga villa de Nero, que havia gasto uma fortuna para decorá-la. Em tempos recentes, Albertson também sugeriu que ele deveria ser uma obra célebre, mas estranhou a ausência de mais cópias, como seria esperado nestes casos. De qualquer modo, desde que foi novamente exposto em público foi aclamado como uma obra-prima, e imediatamente revestido de significado político. Num poema, o humanista Evangelista di Capodiferro usou-o para emprestar uma dignidade e brilho apolíneos ao pontificado de Júlio. O próprio papa fazia frequentes alusões ao deus-sol da mitologia grega e à estátua em particular, estabelecendo uma íntima associação simbólica com ela. Lembre-se que durante este período, o Renascimento, a tradição clássica havia sido muito revigorada, tornando-se parte importante da linguagem da erudição e servindo aos poderosos como instrumento de autoglorificação. Apolo, como deus da luz, da consciência, da civilização, da beleza, das artes e da razão, mas também da profecia, se tornou uma imagem tutelar para os artistas e teóricos da arte, que estavam empenhados em desenvolver uma arte figurativa baseada no racionalismo, no estudo anatômico científico e na geometria, junto com uma concepção de arte como uma inspiração divina. A casualidade do achado de sua estátua nesta época ampliou de modo significativo a popularidade do deus, e a relíquia ganhou fama continental com a grande circulação da gravura de Raimondi. Outras reproduções se multiplicaram, sua imagem foi transposta para outros contextos, ilustrou livros de anatomia e influenciou outros artistas visuais, entre eles Dürer, Michelangelo e Goltzius, e literatos como Giambattista Marino. Em torno de 1540 ricos colecionadores e membros das realezas europeias já faziam pedidos para a aquisição de cópias.

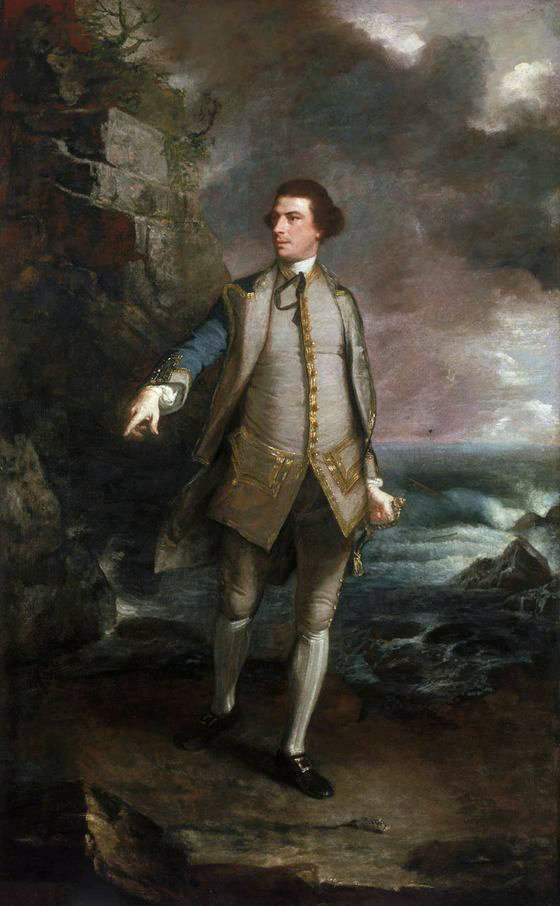
Joshua Reynolds: Retrato do Capitão o Honorável Augustus Keppel, 1752-1753, inspirado na postura do Apolo

Seu prestígio continuou a crescer durante o século XVII, haja vista a influência que teve sobre Bernini, o mais celebrado escultor do Barroco, e revigorou-se no século XVIII entre os artistas neoclássicos, os antiquários e os filósofos iluministas. Sua visitação era obrigatória para os que faziam o Grand Tour europeu, sendo muitas vezes apresentado como a coroação de um itinerário artístico-espiritual, uma epifania além da qual nada mais precisaria ser visto. Para Winckelmann, o grande teórico do movimento neoclássico, ele encarnava, de entre todas as obras da Antiguidade, o mais alto ideal em arte: "O artista construiu sua obra inteiramente sobre o ideal, e usou em sua estrutura apenas o material estritamente necessário para veicular sua ideia e torná-la visível.... Em presença deste milagre da arte esqueço todo o resto, e subo às alturas com o propósito de contemplá-la da maneira digna que merece. Meu peito parece se expandir e arfar em reverência, como os peitos daqueles infusos com o espírito da profecia".
Outros luminares do Neoclassicismo fizeram coro aos elogios de Winckelmann. Goethe, na sua viagem a Roma, disse que ele tinha, "com aquele seu ar sublime de liberdade e vigor juvenis",  junto com umas poucas outras obras excepcionais, conquistado seu coração "a tal ponto que todo o resto ficava obscurecido", e Schiller o viu como a corporificação ideal da humanidade completa, unindo graça e dignidade em uma única pessoa. Houdon se inspirou nele para seu próprio Apolo em bronze, Hogarth disse que ele parecia sobre-humano, e pintores como Allan Ramsay e Joshua Reynolds usaram sua postura e movimento como modelo para dignificar retratos de membros da elite. Cópias suas foram feitas para as principais coleções e museus de arte e grandes colégios da Europa e se tornou conhecido pelos artistas americanos através de gravuras, cópias e da divulgação transatlântica dos escritos de Winckelmann e outros teóricos.

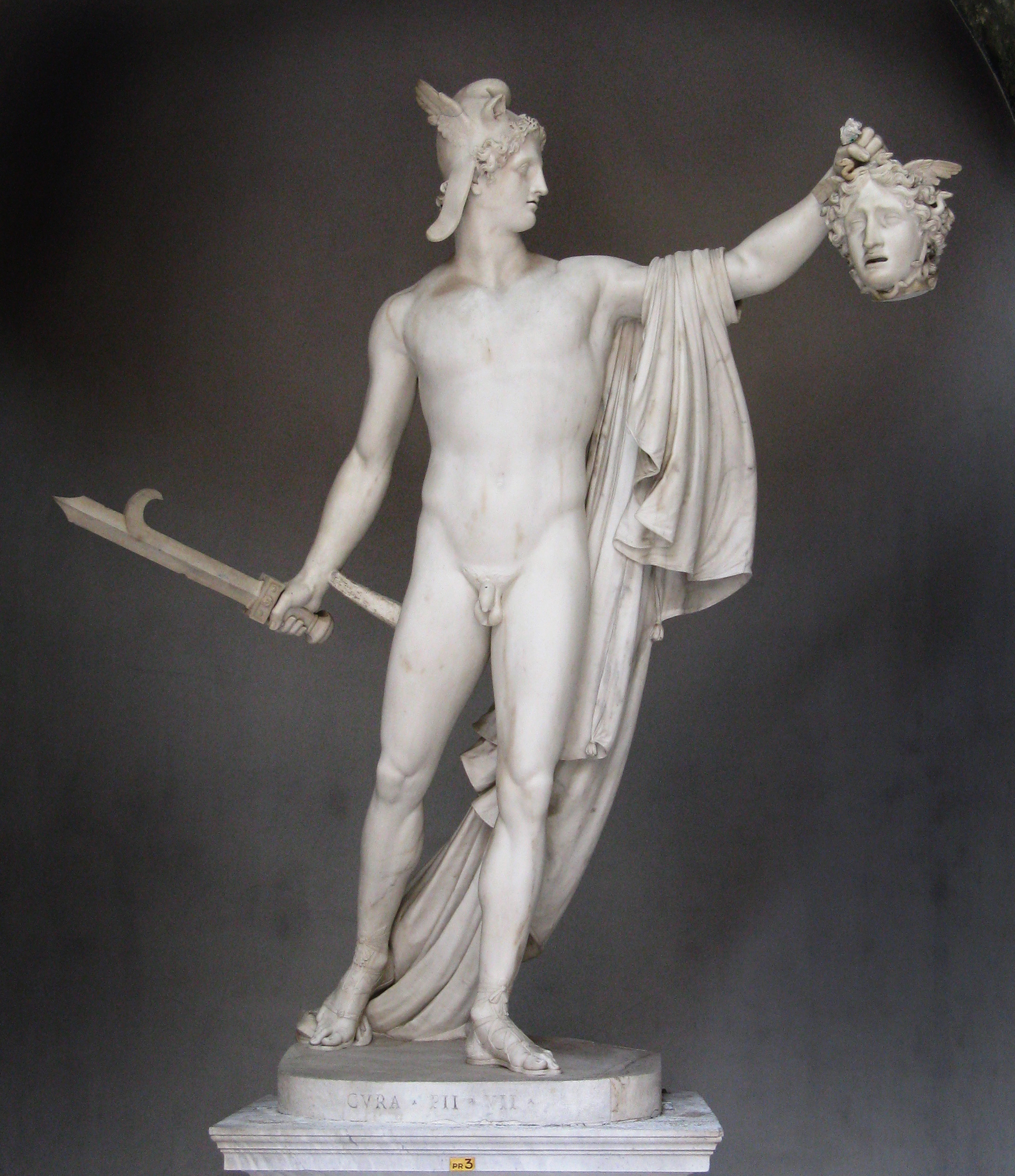
Antonio Canova: Perseu com a cabeça da Medusa, inspirado no Apolo Belvedere e uma das mais notáveis criações escultóricas do Neoclassicismo.

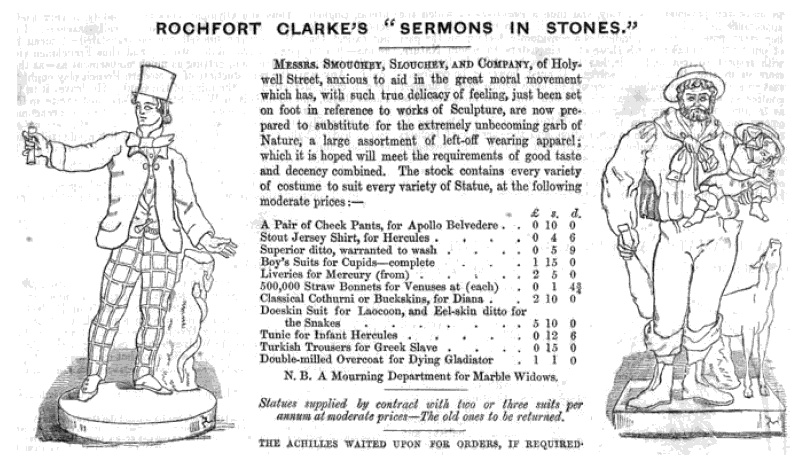
"Sermões em Pedra", caricatura mostrando o Apolo, junto com o Hércules e Télefo, vestidos com trajes de 1851

A obra-prima despertou também a cobiça de Napoleão Bonaparte, que a confiscou do Vaticano em 1797, levando-a para a França. Foi recebida em Paris no ano seguinte com uma parada triunfal e muita propaganda do governo, sendo instalada no Museu Central de Artes (o futuro Museu do Louvre) em 1800 como o maior troféu do conquistador. Neste ínterim, Antonio Canova, o grande expoente da escultura neoclássica, havia criado à inspiração da obra antiga o seu Perseu com a cabeça da Medusa, adquirido pelo Papa Pio VII em substituição da relíquia roubada e apelidado de "O consolador", já que a perda havia sido muito lamentada pelos italianos. Em 1815 a obra foi devolvida ao Vaticano pelo mesmo Canova, que negociou com os franceses em nome do papa a repatriação de vários tesouros. O Jasão com o Velocino de Ouro, escultura que estabeleceu a reputação internacional do maior rival de Canova, Bertel Thorvaldsen, foi uma resposta tanto ao Apolo Belvedere quando ao Perseu canoviano.
Porém, entre os românticos sua fama começou a oscilar. Enquanto que Lord Byron ainda o cantou belamente em Childe Harold, Melville o considerava "a glória do Vaticano", e Beethoven mantinha uma cópia em forma de busto em seu gabinete, enquanto que Emil Braun o descrevia num guia turístico de 1855, escrito "para viajantes, artistas e amantes da antiguidade", como "sublime" e capaz de levar as pessoas "às mais altas regiões da poesia pela contemplação de tamanha beleza", Hazlitt o descartou como "positivamente ruim", Ruskin decepcionou-se com o que considerou uma aparência excessivamente mortal para um deus e Dostoievsky o chamou de um "ídolo inútil".
Walter Pater foi o primeiro a identificar parte do entusiasmo desencadeado pela estátua com seu apelo homoerótico, associação que ele fez remontar ao próprio Winckelmann, mas que estava também ligada ao mito original do deus, entre cujos atributos estava o de ser o erastes perfeito. Aliás, durante o período vitoriano sua nudez foi interpretada em um discurso dúplice: por um lado passou a ser considerada um tema delicado e até antieducativo, quando não escandaloso, uma preocupação que se estendia sobre toda a estatuária clássica; até surgiram caricaturas mostrando-o vestido com trajes modernos. Por outro lado, para a elite menos moralista, a nudez do Apolo e de outras obras antigas era uma forma aceitável e elegante, referendada e sublimada pela sua aura clássica, de apresentar a nudez masculina publicamente para uma sociedade sofisticada e bem educada de homens e mulheres que podiam lidar confortavelmente com os sentimentos eróticos suscitados pela imagem, integrando-se a uma importante corrente de pensamento que tentava articular o conceito do amor grego em suas várias manifestações com a arte, a cultura acadêmica e com a sociedade e sexualidade da Europa moderna, uma discussão que repercute até os dias de hoje. De qualquer forma, para fins de educação acadêmica em anatomia e proporções, a estátua continuou a ser considerada um bom modelo para os estudantes de arte ao longo do século XIX, ainda que sua fama neste tópico específico tivesse sido suplantada pela dos Mármores de Elgin. Entre os praticantes de luta e do nascente fisiculturismo, era também tido como modelar, junto com outras obras-primas da Antiguidade como o Apoxyomenos e o Hércules Farnese.
A despeito das flutuações na sua apreciação estética, é difícil superestimar sua influência sobre a cultura ocidental ao longo de séculos. Durante o auge do colonialismo europeu o Apolo Belvedere chegou a encarnar a própria identidade da Europa. As teorias hegemônicas, patriarcalistas e xenófobas que então influenciavam o discurso científico euroamericano, e que não eram novas, naturalmente invocaram-no como a "prova concreta" da alegada beleza "superior" do homem branco e da supremacia da civilização ocidental sobre outros povos e geografias. Esta linha de interpretação se tornou particularmente útil para os nazistas alemães e outros advocantes da eugenia ativos na América, que se apropriaram da iconografia e simbologia clássica para justificar seus objetivos totalitários. Como contraponto irônico a esta leitura do Apolo como o homem branco paradigmático, na mesma época surgiram teorias, baseadas em algumas evidências anatômicas e fontes literárias antigas, de que a estátua, assim como todo o cânone grego de proporções, haviam sido derivados do cânone egípcio, que utilizava o corpo negróide como modelo. Recentemente esta hipótese foi recuperada, mas é cercada de polêmica.

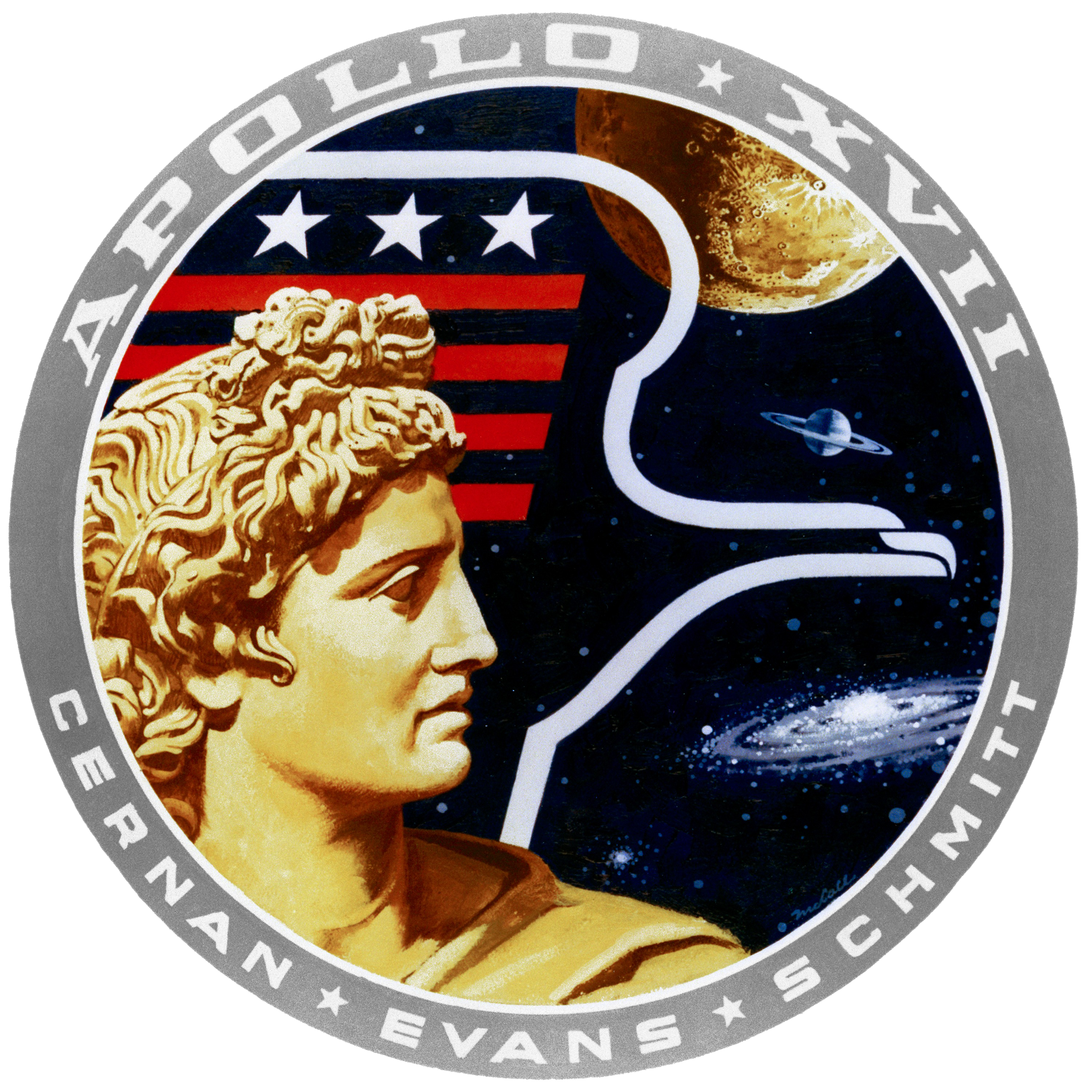
Emblema da missão Apollo 17

Além das repercussões negativas das abordagens politizadas, esta escultura, tal como os clássicos em geral, teve de enfrentar no terreno estético o ataque adicional dos modernistas, interessados em derrubar a tradição acadêmica onde ele figurava em destaque. O desprestígio do legado clássico nesta época foi atestado por Kenneth Clark em comentário de 1969: "Ao longo dos quatrocentos anos depois que foi descoberto o Apolo foi a mais admirada peça de escultura em todo o mundo. Foi a grande presa de Napoleão.... Hoje está completamente esquecido salvo pelos guias turísticos, que se tornaram os únicos retransmissores da cultura tradicional".
Ultimamente o Apolo Belvedere conseguiu reconquistar algum lustro para sua imagem, embora muitos críticos ainda o vejam como uma criação fria e convencional. Dificilmente ele deixa de ser mencionado nos livros recentes sobre história da arte, sua efígie foi incluída no emblema da missão Apollo 17 como um símbolo da exploração continuada do espaço, e de um modo mais informal, tornou-se um ícone popular. Reproduções suas para consumo turístico são encontradas atualmente aos milhares em Roma, pela Itália e outros países, em estatuetas, medalhas, cartões-postais e estampas reproduzidas em massa, em termos iconográficos se tornou a mais conhecida entre todas as representações do deus Apolo, e depois de sua postura ter servido como modelo para muitos retratos de personalidades eminentes no século XVIII, sua figura ressuscitou na "cultura do corpo" contemporânea como um padrão de beleza  masculina.